# Altanbulag
Altanbulag (mongol: Алтанбулаг, ‘primavera daurada’) és un sum (districte) de la província de Selenge al nord de Mongòlia. Està localitzada aproximadament a 25 km de la capital provincial de Sükhbaatar, a la frontera amb Rússia a l'altre costat de Kiakhta. Altanbulag és la ubicació de la Zona de Lliure Comerç d'Altanbulag (Алтанбулаг худалдааны чөлөөт бүс, Altanbulag khudaldaany Chölööt büs).

## Història
Altanbulag va començar com a posició comercial a través del riu Kiakhta per part de la ciutat russa de Kiakhta durant el govern de la dinastia Qing xinesa a Mongòlia el 1730. El nom d'aquella ciutat va ser Maimaicheng primer i més tard rebatejada Kiakhta (Mongol: Khiagt). També la gent va utilitzar altres noms com "Kiakhta Mongola" i "Kiakhta del Sud".

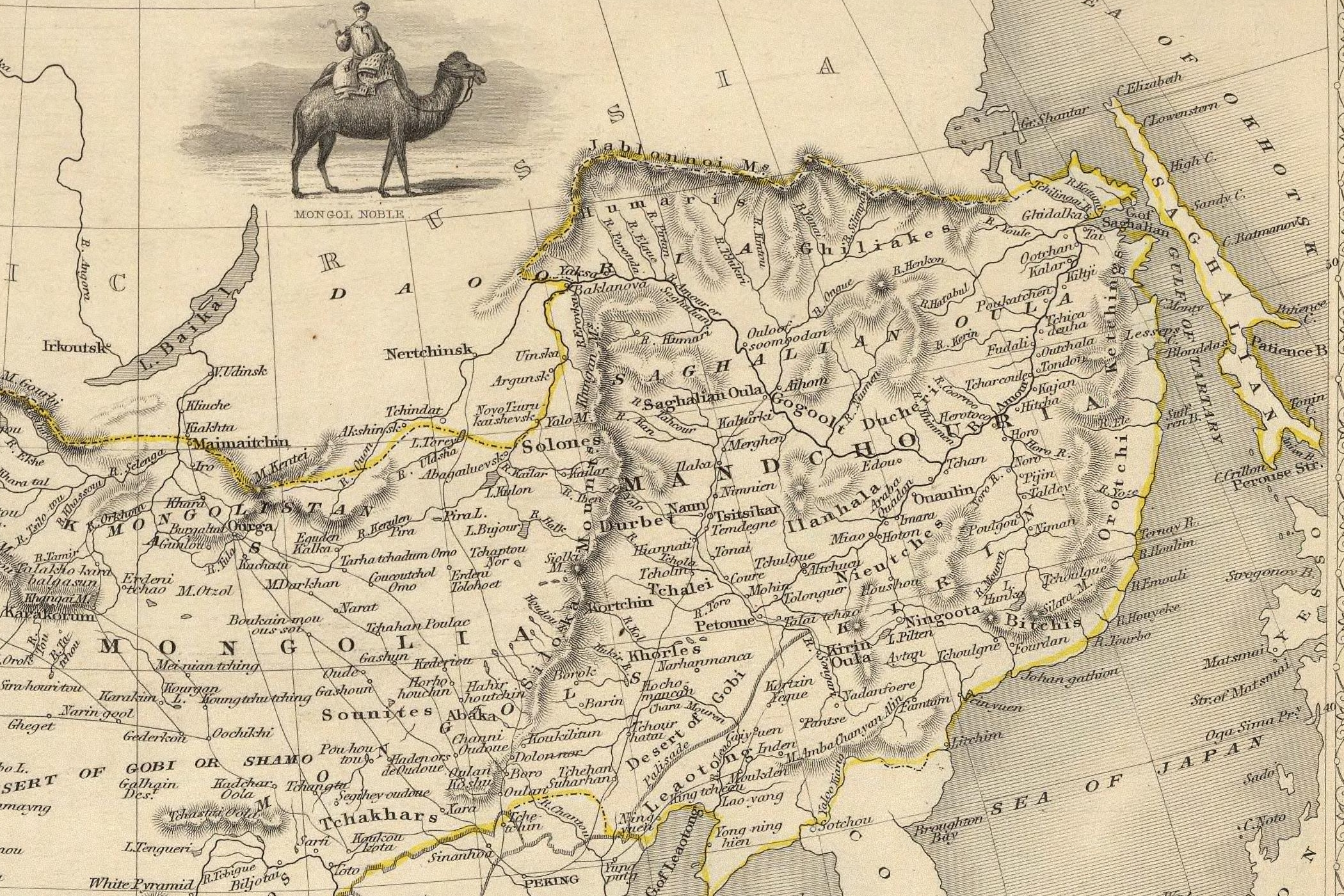
Les ciutats bessones de Kiakhta i Maimaicheng apareixent en aquest mapa de 1851, en la ruta més curta de Irkutsk a Pequín

Seguint el tractat de Kiakhta el 1727 cada costat va construir un lloc de comerç en el seu costat de la frontera. La construcció va començar el 1730. Estava potser 500 a 700 peus al sud de Kiakhta, riu amunt en el petit riu Kiakhta. La ciutat era quadrada, amb parets de fusta i, després de 1756, un dic de tres peus d'ample. Cada paret va tenir una porta que va dirigir a dos carrers importants que es creuaven en el centre. Cada porta va tenir una talaia de 25 peus portada per membres de la guarnició mongola. Les avingudes principals eren aproximadament de 25 peus d'ample, però els altres carrers i els carrerons eren estrets. Les cases més grans van tenir patis d'interior on es feia el comerç. Aquests patis eren generalment més ben mantinguts que les àrees públiques. El barri sud-oest de la ciutat va ser ocupat per "bukharans" com els russos anomenaven als comerciants de l'Àsia central. Les dones van tenir prohibit de viure a la ciutat, aparentment per impedir als mercaders xinesos d'esdevenir residents permanents. La norma va ser eludida però encara estava en vigor el 1908. El lloc va ser administrat pel 'Dzgarguchei' que era reemplaçat pel Lifanyuan cada dos anys. Per alguns propòsits el Dzarguchei tractava amb el Tushetu Khan a Urga que era en part supervisat per un resident manxú.
El 13 de març de 1921, un govern provisional de Mongòlia recolzat pels soviètics es va establir a Altanbulag. Aquest govern va expulsar al govern de Roman Ungern von Sternberg i més tard va crear la República Popular de Mongòlia el 1924.

## Noms
Avui, la ciutat és coneguda com a Altanbulag en mongol i Buriat.
Durant la dinastia Qing la ciutat va ser coneguda com a Maimachen (mongol: Наймаа хот, Naimaa khot, Наймаачин, Naimaachin, Маймаа хот, Maimaa khot, Маймаачин, Maimaachin, etc.: Наймаа хот, Naimaa khot, Наймаачин, Naimaachin, Маймаа хот, Maimaa khot, Маймачен, Maimaachin, etc.; Маймачен en rus), el qual va derivar del nom xinès Mǎimàichéng. En mongol, va ser coneguda com a Övör Khiagt (Өвөр Хиагт, Kiakhta del Sud).